# Bomarion achrostum
Bomarion achrostum là một loài bọ cánh cứng trong họ Cerambycidae.